# 乌蒂讷
乌蒂讷（法語：Outines，法語發音：[utin]）是法国马恩省的一个市镇，属于维特里勒弗朗索瓦区。

## 地理
乌蒂讷（48°33'16"N, 4°39'1"E）面积15.42 平方千米，位于法国大東部大區马恩省，该省份为法国东北部内陆省份，北起阿登省，西北接埃纳省，西南接塞纳-马恩省，南至奥布省，东南接上马恩省，东临默兹省。
与乌蒂讷接壤的市镇（或旧市镇、城区）包括：阿朗贝库尔、巴伊勒弗朗、容克勒伊、阿里尼、沙蒂永叙布鲁埃、德罗奈、日福蒙-尚波贝尔、马尔热里-昂库尔、圣雷米昂布兹蒙-圣热内和伊松、里沃代尔瓦斯。

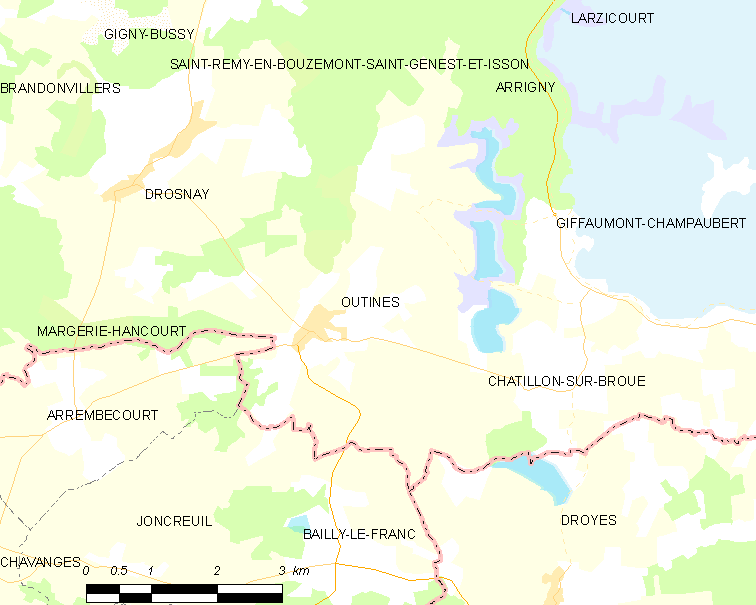
乌蒂讷的OSM定位图

乌蒂讷的时区为UTC+01:00、UTC+02:00（夏令时）。

## 行政
乌蒂讷的邮政编码为51290，INSEE市镇编码为51419。

## 政治
乌蒂讷所属的省级选区为塞迈兹莱班县。

## 人口

1962-2008年间乌蒂讷人口变化图示

乌蒂讷于2022年1月1日时的人口数量为131人。